# Селюкін Михайло Осипович
Михайло Осипович Селюкін (4 лютого 1901, село Новий Мачим Кузнецького повіту Саратовської губернії, тепер Шемишейського району Пензенської області, Російська Федерація — 20 липня 1975, місто Саранськ, тепер Мордовія, Російська Федерація) — радянський державний діяч, голова Президії Верховної ради Мордовської АРСР. Депутат Верховної ради РРФСР 3-го скликання. Депутат Верховної ради СРСР 3—4-го скликань.

## Життєпис
Народився в селянській родині. З березня 1920 по жовтень 1922 року служив у Червоній армії, учасник громадянської війни в Росії.
Член ВКП(б) з 1931 року.
У 1935 році закінчив Мордовську вищу комуністичну сільськогосподарську школу.
У 1935—1941 роках — інструктор Кадошкінського районного комітету ВКП(б) Мордовської АРСР; інструктор Мордовського обласного комітету ВКП(б); 1-й секретар Атяшевського районного комітету ВКП(б) Мордовської АРСР.
У 1941 році — слухач Ленінградських ленінських курсів при ЦК ВКП(б).
З 1941 по 1946 рік служив у Червоній армії на політичній роботі, учасник німецько-радянської війни. Був начальником політичного відділу 86-ї окремої стрілецької бригади Північно-Західного фронту, представником ЦК ВКП(б) у Ставці Верховного головнокомандування на Центральному фронті, заступником начальника політичного відділу 68-ї армії Західного фронту. З серпня 1943 року — заступник начальника політичного відділу тилу 5-ї армії 3-го Білоруського фронту. На тій же посаді брав участь у радянсько-японській війні. До 1946 року — заступник начальника політичного управління армії.
У 1946—1949 роках — 1-й секретар Лямбірського районного комітету ВКП(б) Мордовської АРСР.
4 червня 1949 — 1954 року — голова Президії Верховної ради Мордовської АРСР.
У 1954—1962 роках — міністр соціального забезпечення Мордовської АРСР.
З 1962 року — персональний пенсіонер.
Помер 20 липня 1975 року в місті Саранську.

## Звання
- підполковник

## Нагороди
- орден Леніна
- два ордени Вітчизняної війни І ст. (14.05.1945, 30.09.1945)
- орден Вітчизняної війни ІІ ст. (25.09.1944)
- медаль «За оборону Москви»
- медалі